# 화수분
〈화수분〉은 1925년 전영택이 《조선문단》 4호에 발표한 단편소설이다. 자연주의 경향의 소설로 1920년대의 한국 문단 대표작의 하나로 꼽힌다. 

## 내용
'화수분'이란 이름을 가진 지게꾼 행랑아범과 그의 아내가 가난을 못 이긴 채 서로 찾아 헤매다가, 길가 소나무 밑에서 추위와 기아(饑餓) 끝에 서로 껴안고 죽는 참상을 묘사한 것이다. 그럼에도 행랑아범 부부의 품에서 부모의 체온 덕분에 살아남은 아기를 나무꾼이 입양하는 이야기는 독자에게 희망을 안겨준다.

## 참고 자료
- 이 문서에는 다음커뮤니케이션(현 카카오)에서 GFDL 또는 CC-SA 라이선스로 배포한 글로벌 세계대백과사전의 내용을 기초로 작성된 글이 포함되어 있습니다.